# Tuanlin (sockenhuvudort i Kina, Jiangxi Sheng, lat 29,07, long 116,70)
Tuanlin är en sockenhuvudort i Kina. Den ligger i provinsen Jiangxi, i den sydöstra delen av landet, omkring 91 kilometer nordost om provinshuvudstaden Nanchang. Antalet invånare är 34 652. Befolkningen består av 16 718 kvinnor och 17 934 män. Barn under 15 år utgör 25,0 %, vuxna 15-64 år 68 %, och äldre över 65 år 6,0 %.
Runt Tuanlin är det ganska tätbefolkat, med 248 invånare per kvadratkilometer. Närmaste större samhälle är Guxiandu, 15,8 km öster om Tuanlin. Trakten runt Tuanlin består till största delen av jordbruksmark.
Genomsnittlig årsnederbörd är 2 232 millimeter. Den regnigaste månaden är juni, med i genomsnitt 350 mm nederbörd, och den torraste är oktober, med 55 mm nederbörd.